# Sándor Haraszti
Sándor Haraszti (18. listopadu 1897, Czinderybogád, dnes Bogádmindszent – 19. ledna 1982, Budapešť) byl maďarský novinář a politik.

## Život
Maturoval v roce 1917 na reálce v Pécsi a poté se stal železničním úředníkem. Za Maďarské republiky rad bojoval v řadách Rudé armády. V roce 1919 se stal členem socialistické strany. Roku 1921 emigroval do Království Srbů, Chorvatů a Slovinců, kde pracoval jako novinář v listu Bács-megyei Napló a později Hírlap. Roku 1929 se vrátil zpět do Maďarska. Od roku 1930 byl budapešťským spolupracovníkem koložvárského levicového listu Korunk. Pro svoji stranickou činnost byl opakovaně ve vězení.
Mezi lety 1945 a 1948 byl redaktorem deníku Szabadság, poté byl zastupujícím vedoucím oddělení pro stranickou agitaci a propagandu MDPKB. Od roku 1949 byl ředitelem nakladatelství Athenaeum Könyvkiadó. Dne 28. prosince 1950 byl zatčen a na základě vykonstruovaného obvinění byl odsouzen k trestu smrti, což bylo později zmírněno na doživotní trest vězení. Roku 1954 byl rehabilitován a stal se šéfredaktorem listu Béke és Szabadság. V následujícím období byl jednou z vůdčích osobností reformního okruhu okolo Imre Nagye. V říjnu 1955 inicioval spolu s Miklósem Vásárhelyiem protestní memorandum proti omezování kulturního života. Memorandum původně podepsalo 59 osob, ale později většina z nich své podpisy odvolala a zůstalo jich pouze osm: Tamás Aczél, László Benjámin, Tibor Déry, Sándor Haraszti, Géza Losonczy, Endre Szervánszky a Miklós Vásárhelyi. V důsledku tohoto memoranda byl společně s Miklósem Vásárhelyim vyloučen ze strany.
Do strany byl opět přijat v červenci 1956. Od 31. října 1956 se stal šéfredaktorem nového stranického deníku Népszabadság. Ve dvojici s Mártonem Horváthem připravil koncept rozhlasového projevu, ve kterém 1. listopadu oznámil János Kádár vytvoření MSZMP. Dne 4. listopadu 1956 se se skupinou Imre Nagye uchýlil na jugoslávské velvyslanectví a později byl internován v rumunské obci Snagov. Dne 19. srpna 1958 byl odsouzen k šesti letům žaláře. V roce 1960 dostal amnestii. Poté pracoval do roku 1980 v nakladatelství Akadémiai Kiadó. Byl jedním z redaktorů časopisu Beszélő založeného v roce 1981.